# Coccinella hieroglyphica
Hieroglyfnyckelpiga (Coccinella hieroglyphica) är en skalbaggsart som beskrevs av Carl von Linné 1758. Den ingår i släktet Coccinella och familjen nyckelpigor.

## Underarter
Arten delas in i följande underarter:
- C. h. kirbyi
- C. h. mannerheimi
- C. h. humboldtiensis

## Beskrivning
Hieroglyfnyckelpigans vanligaste teckning på täckvingarna är ett mönster av delvis sammanhängande svarta fläckar på brunorange botten. Varianter med antingen reducerade, separata svarta fläckar eller nästan helsvarta täckvingar med endast ljusa kanter och/eller några få, ljusa fläckar framtill förekommer. Halsskölden är svart med vita till beigefärgade hörn framtill. Arten är liten; kroppslängden är 4 till 5 mm.

## Utbredning
Det europeiska utbredningsområdet omfattar Mellan- och Nordeuropa (inklusive de Brittiska öarna). Österut når utbredningen via Vitryssland, Ukraina och Ryssland Kazakstan, Mongoliet, Kina och Korea. Arten finns också i Kanada och nordöstra USA. I Sverige finns arten i större delen av landet utom fjällvärlden; det samma gäller Finland, men flest observationer har gjorts i de södra delarna av landet.

## Ekologi
Arten föredrar fuktiga biotoper, som våtängar, träsk, torvmossar samt tall- och blandskog. Den förekommer också gärna på ruderat och hedar. Födan består av bladlöss och bladbaggar. Nyckelpigan övervintrar bland vissna barr och löv.

## Bildgalleri

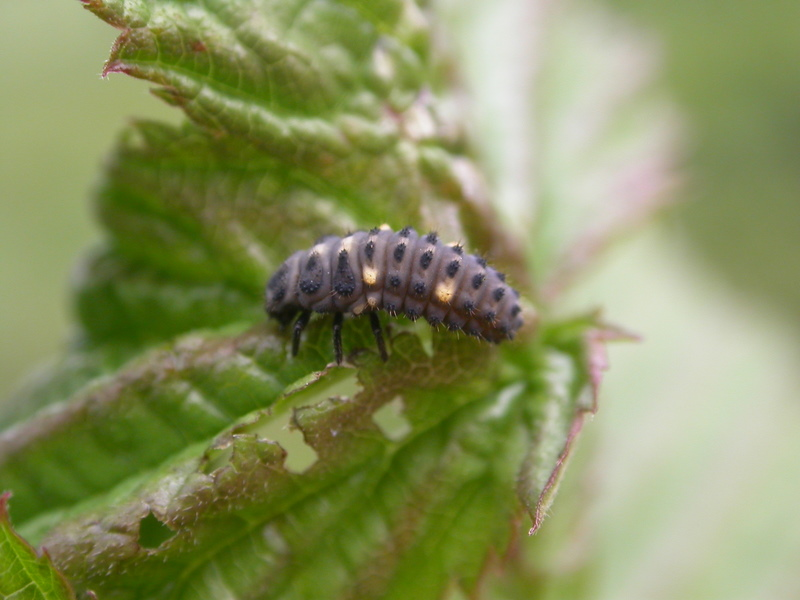
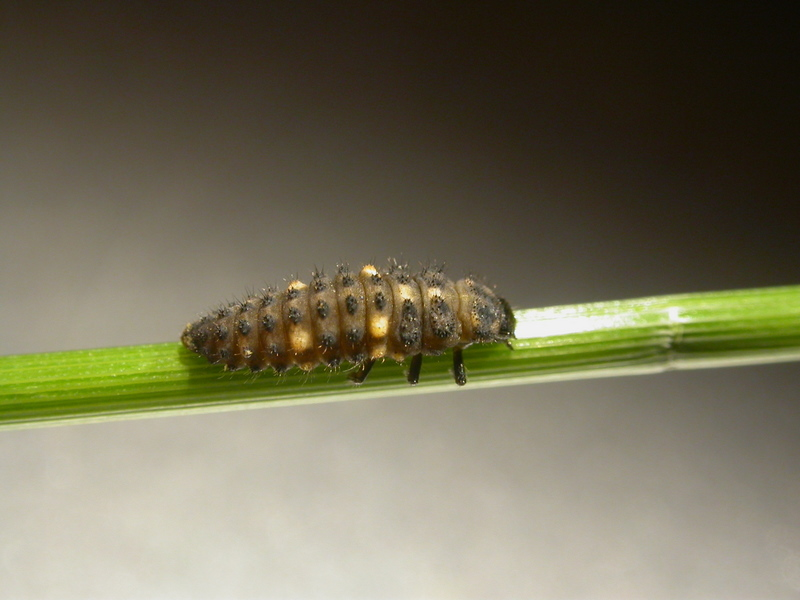
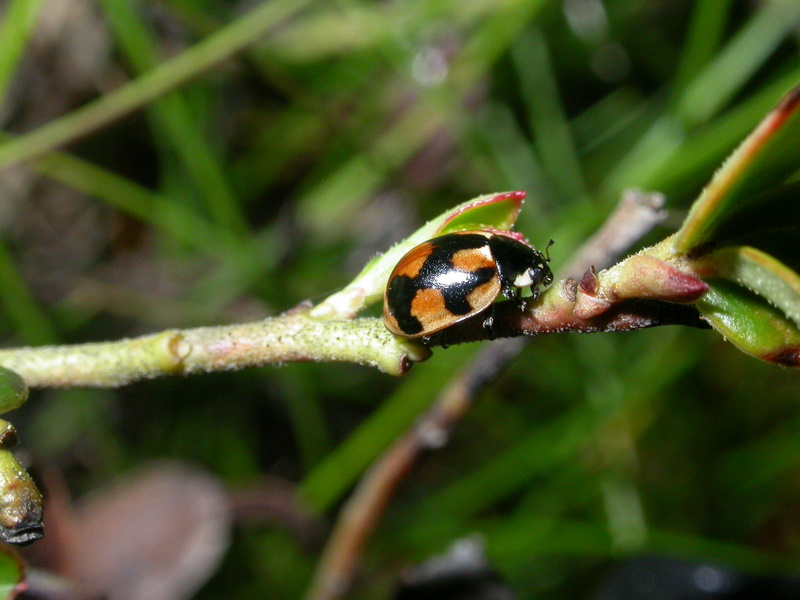
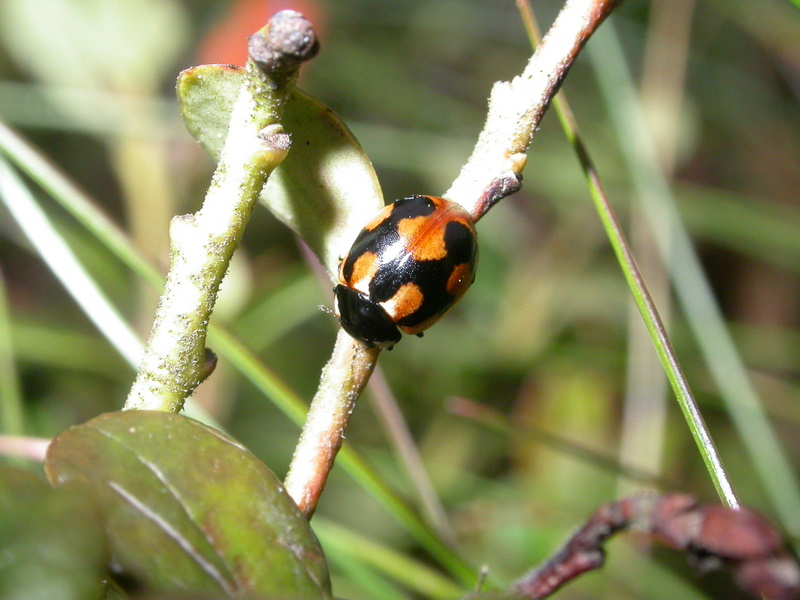
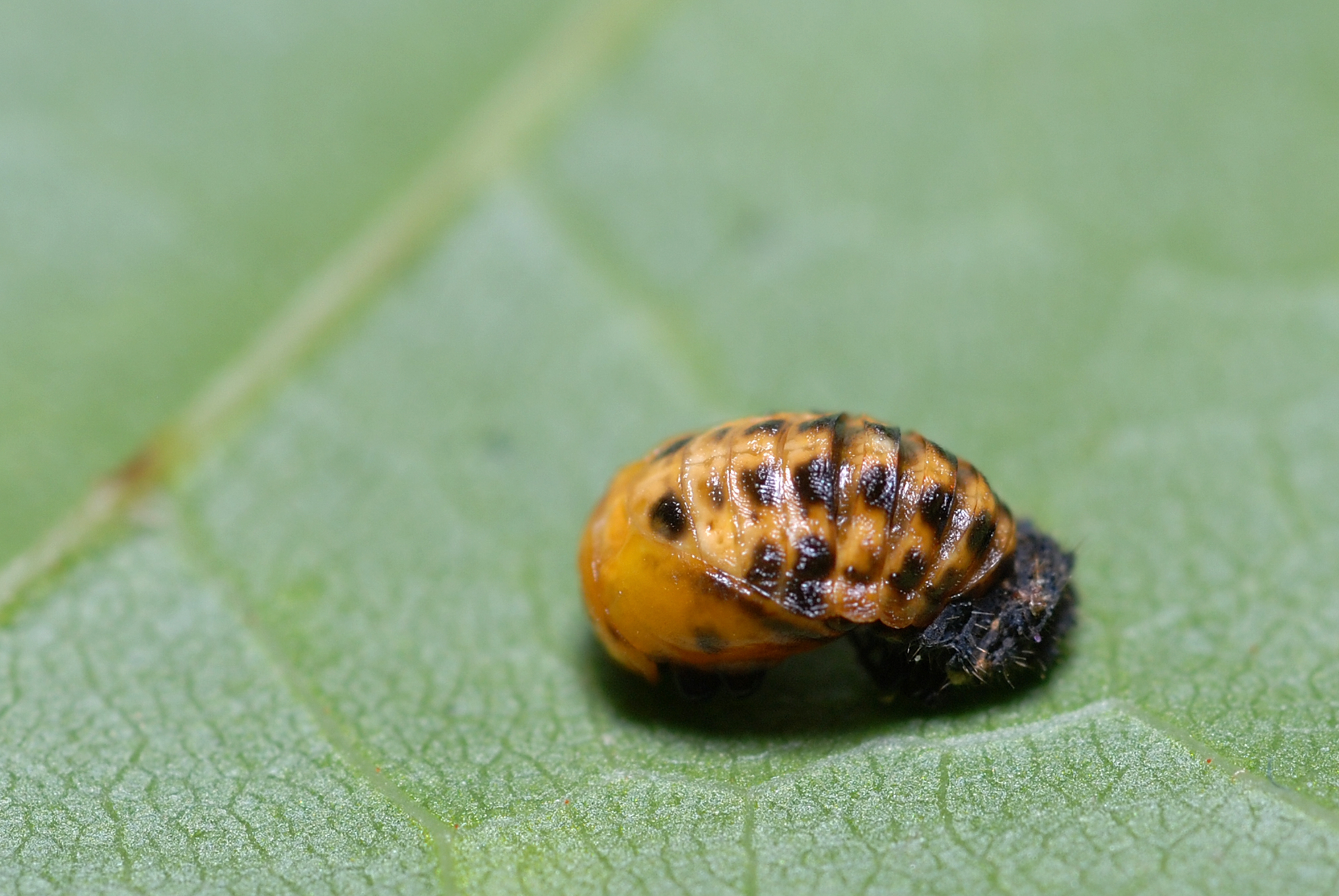
Hieroglyfnyckelpiga, puppa